# Generaliteitsleeuw

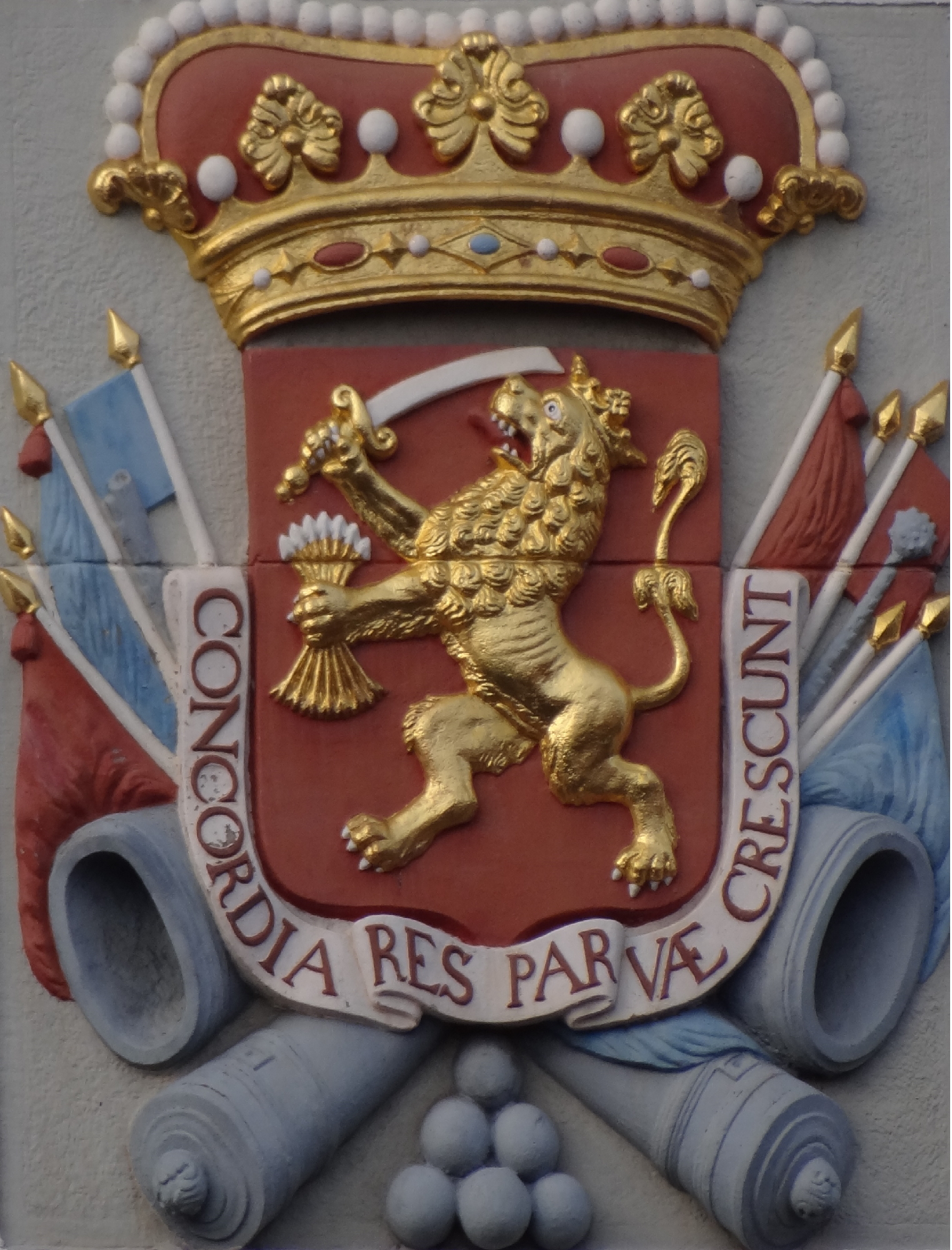
Generaliteitsleeuw te Dordrecht

De Generaliteitsleeuw was het wapen van de Unie van Utrecht, de Republiek der Zeven Verenigde Nederlanden en is een voorloper van het Wapen van het Koninkrijk der Nederlanden.

## Ontstaan
De staat die tijdens de Tachtigjarige Oorlog door de Unie van Utrecht van 1579 was ontstaan, had in het begin geen eigen wapen. De eerste maanden gebruikte de Staten-Generaal het zegel van Brabant, omdat Brabant toen het toonaangevende gewest was in de Habsburgse Nederlanden; het lag in het midden, de regeringszetel was gevestigd in Brussel en economisch was het zeer welvarend. Maar de hertog van Parma, de Spaanse generaal Alexander Farnese, begon in 1579 een veldtocht tegen de opstandige gewesten (Parma's Negen Jaren) en veroverde daarbij al snel verscheidene Brabantse steden ('s-Hertogenbosch op 1 juli 1579, zie Schermersoproer), terwijl Leuven en Diest al in Spaanse handen waren. Hierdoor was Brabant geen goed symbool meer voor de Nederlandse Opstand, en stapte men over op een ander wapen, de Generaliteitsleeuw. Deze hield 17 naar beneden gerichte pijlen in de linkerklauw, had een opgeheven rechterklauw en droeg een kroon.

## Hertog van Anjou

Anjou's wapen

In 1581 verklaarde de Unie van Utrecht zich onafhankelijk van Filips II van Spanje met het Plakkaat van Verlatinghe. Op dat moment waren de Staten-Generaal van mening dat de opstandige Nederlanden een soeverein vorstendom moesten worden, en dus moest men op zoek naar een nieuwe vorst. De hertog van Anjou werd hiervoor gevraagd, wat deze aanvaardde. Hij verving de Generaliteitsleeuw door een wapen dat hij zelf samenstelde. Deze bezat alle wapens van de 9 op dat ogenblik opstandige Nederlanden:

Rechterbovenhoek, kloksgewijs:
- Gelderland;
- Holland;
- Vlaanderen;
- Brabant;

Linkeronderhoek, kloksgewijs:
- Friesland;
- Overijssel;
- Utrecht;
- Zeeland;

Onderaan:
- Mechelen;

en tweemaal de Franse lelies linksboven en rechtsonder. Maar de hertog van Anjou bleek geen goede leider en men wilde hem niet te veel macht geven; als reactie probeerde deze de macht dan maar met geweld te grijpen en richtte zo de Franse furie aan, maar werd ten slotte verdreven. Na zijn dood in 1584 besloten de Staten-Generaal dat er een nieuw wapen moest komen.

## Nieuwe Generaliteitsleeuw

De nieuwe "Generaliteitsleeuw" van de Republiek.

Omdat een Nederlandse Leeuw een alom herkend en gerespecteerd heraldisch motief was werd in 1584 voor een leeuw gekozen. Deze nieuwe Generaliteitsleeuw mocht uiteraard niet te veel op een van de wapens van de afzonderlijke gewesten lijken. Als model werd het wapen van Holland gekozen, dat nu het meest invloedrijke opstandige gewest was (Brabant en Vlaanderen werden zwaar belegerd door de Spanjaarden en vielen in 1585 volledig in Spaanse handen).
Het wapen van Holland werd omgekeerd zodat een gouden leeuw op een rood veld ontstond. Deze leeuw kreeg een pijlenbundel en een zwaard, het zwaard ontleend aan het helmteken van Karel V in zijn zegel als "Heer der Nederlanden" en de pijlenbundel als symbool van eendracht. Hun soevereiniteit benadrukten de " Hoogmogende heren" van de Staten-Generaal door in 1609 een koningskroon op hun wapen te plaatsen.
De pijlen werden voortaan naar boven gericht afgebeeld; het aantal bleef lange tijd 17, ondanks dat de Unie van Utrecht in het begin 11 gewesten telde, na de Val van Antwerpen in 1585 nog 6 en na de Reductie van Groningen 7. Pas in 1606 werd het aantal pijlen op het wapen vastgesteld op 7, maar het zegel bleef tot 1795 17 pijlen verbeelden.

## Bataafse Republiek
Ook de in 1795 gestichte Bataafse Republiek gebruikte in haar eerste jaar nog het wapen van de Republiek der Zeven Vereenigde Nederlanden; de Nederlandse leeuw of generaliteitsleeuw met kroon , pijlenbundel en zwaard.
Op 4 mei 1796 werd dit wapen vervangen door een vrije tekening van een niet heraldische leeuw en een Nederlandse Maagd rond een altaartje met een onttakeld anker.
Men besloot de statenleeuw met het devies Concordia Res Parvæ Crescunt ( Latijn:"Door eendracht groeit het kleine" of "Eendracht maakt macht") wél aan te houden als muntstempel, maar in het vignet van het staatsblad nam de Franse revolutionaire leus "Vrijheid , Gelijkheid en Broederschap" de plaats van het wapen in.

## Bataafs Gemenebest
De vervanging in 1801 van de Bataafse Republiek door het Bataafs Gemenebest had ook zijn consequenties voor de heraldiek. Op 12 april 1802 besloot het Wetgevend Lichaam dat een gouden leeuw op een rood veld wederom het wapen van de republiek zou zijn. Het aantal pijlen dat de leeuw in de poot draagt werd niet vastgesteld.

## Koninkrijk der Nederlanden
Een met een koningskroon aangepaste generaliteitsleeuw stond in februari 1814 nog gedurende 22 maanden in het wapen van Willem Frederik, Soeverein vorst der Nederlanden. Daarna wordt het vervangen door het Wapen van het Koninkrijk der Nederlanden waarbij generaliteitsleeuw wordt gecombineerd met het wapen van Nassau. Het de gouden leeuw op het blauw met goud geblokte wapenschild van Nassau wordt vervangen door de generaliteitsleeuw. Anders gezegd wordt het wapen van Nassau vermeerderd met de koninklijke kroon, de pijlenbundel en het zwaard van de generaliteitsleeuw. Vanaf dat moment spreekt men doorgaans niet meer van de generaliteitsleeuw maar van de Nederlandse Leeuw.

## Afbeeldingen

Compositie uit de 18e eeuw
Embleem van de De Zeven Provinciënklasse met daarin de generaliteitsleeuw
Wapen van Nieuweschans met daarin de generaliteitsleeuw

## Bron
- Het wapen van het Koninkrijk der Nederlanden

## Voetnoten
1. ↑  Het wapen van het Koninkrijk der Nederlanden
2. ↑  Het wapen van het Koninkrijk der Nederlanden
3. ↑  http://www.marceltromp.com/Archief/Provincies%20en%20landstreken/Nederland%20Republiek%20der%207%20Verenigde%20Nederlanden/Republiek%20der%207%20Verenigde%20Nederlanden.html. Gearchiveerd op 30 januari 2023.